# تيار الأمل
تيار الأمل هو حزب سياسي مصري تابع للحركة المدنية انشأهُ المعارض والنائب السابق أحمد الطنطاوي بعدَ انسحابه مِن الانتخابات الرئاسية المصرية 2024 وذلك بسببِ عدم استيفائه أحد شروطَ الترشح المتمثلِ في جمعِ 25 ألفَ توكيلًا من الشعبِ.

## خلفية
أعلن البرلماني السابق أحمد الطنطاوي قُبيل عودته لمصر من رحلة دراسة بلبنان في مارس 2023، نيته الترشح لانتخابات الرئاسية قائلا:
«وحشتوني ووحشني وطني الذي لم يغادر عقلي وروحي ووجداني لحظة واحدة، وأعود إليه بإذن الله يوم 6 مايو ... لأقوم بواجبي في تقديم البديل المدني الديموقراطي الذي تحتاج إليه مصر ويقدر عليه شعبها العظيم»
.

### تضييقات أمنية
قبل أيام من عودته لمصر، شنت السلطات المصرية حملة إعتقالات شملت أقارب وأنصار أحمد طنطاوي، حيث أكد الأخير اعتقال عمه وخاله وعدد من أصدقائه بتهمة "الانضمام لجماعة إرهابية وحيازة منشورات". الأمر الذي أدانه كل من حزب الدستور والحركة المدنية الديمقراطية التي قالت إنها "سوف تعيد التفكير في المشاركة في الحوار الوطني الذي دعى إليه الرئيس عبد الفتاح السيسي".

### حملة الاعتقالات
استمرت حملة الاعتقالات عقب إعلان الطنطاوي رسميا ترشحه للرئاسة وتكوينه لفريق من المتطوعين في حملته الإنتخابية حيث رصدت المبادرة المصرية للحقوق الشخصية في 26 سبتمبر 2023 ارتفاع عدد المحبوسين من أعضاء حملة الطنطاوي إلى 73 من بينهم أربعة محامين وقالت المبادرة:
«إن الهجمة الأمنية التي يقودها قطاع الأمن الوطني بمباركة نيابة أمن الدولة العليا ضد المتطوعين في حملة المرشح الرئاسي المحتمل والنائب السابق أحمد الطنطاوي لم تتوقف خلال الأسابيع الماضية».

### جمع التوكيلات
في 25 سبتمبر 2023، أعلنت الهيئة الوطنية للانتخابات عن إجراء الإنتخابات الرئاسية، وحددت فتح باب الترشحات من يوم 5 أكتوبر 2023 وحتى يوم 14 من الشهر ذاته. وحتى هذا التاريخ فعلى المترشحين جمع التوكيلات المطلوبة لقبول أوراق ترشحهم. فقد اختار أحمد الطنطاوي جمع 25 ألف توكيل من عموم المواطنين المصريين ورفض الحصول على توكيلات من نواب البرلمان. بيد أن بعض أنصار طنطاوي تفاجؤا إما بـ"منعهم" أو "عرقلتهم" عن القيام بتوكيلات لمرشحهم وهو ما أدانته حملة أحمد طنطاوي واعتبرتها نوع من انواع "الإنتهاكات". تلى ذلك قرارا من الطنطاوي بتعليق حملته الانتخابية 48 ساعة احتجاجا على منع مؤيديه من تحرير توكيلات.

### الانسحاب من السباق الرئاسي
نتيجة التضييقات التي تعرضت لها حملته وأنصاره خلال جمع التوكيلات، أعلن المرشح المحتمل أحمد الطنطاوي، قبل ساعات من إعلان الهيئة الوطنية للانتخابات إغلاق باب الترشحات، إنسحابه من السباق الرئاسي بعد عجزه عن جمع التوكيلات المطلوبة للترشح للرئاسة معللا ان السبب كان منع انصاره او عرقتلهم من عمل توكيلات واصفا ان حتي اعضاء حملته واسرته قد منعو من تحرير توكيلا له.

## إحالته للمحاكمة
بعد أيام من إعلان أحمد الطنطاوي عن بدء إجرائات إنشاء الحزب أحيل للمحاكمة بتهم تتعلق بالتزوير والأمن القومي وتمت إحالته الي محكمة الجنايات. قررت المحكمة تأجيل المحاكمة لجلسة 28 نوفمبر، بناء على طلب منه بالاطلاع على القضية وتصويرها.

### تأجيل المحاكمة للمرة الثانية
قررت محكمة جنح المطرية يوم 28 نوفمبر تأجيل ثاني جلسات محاكمة أحمد الطنطاوي ومنسق حملته محمد أبوالديار و21 اخرين الي 5 ديسمبر 2023

### تأجيل المحاكمة للمرة الثالثة
قررت المحكمة تأجيل المحاكمة لجلسة 9 يناير للاطلاع نظرا لأنه لم يصدر ضد الطنطاوي قرار بالحبس، بخلاف بعض المتهمين في القضية.

### الإفراج
أخلي سبيل احمد الطنطاوي يوم 29/5/2025, بعد إنتهاء مدة عقوبته.